# Epimedium diphyllum
Epimedium diphyllum là một loài thực vật có hoa trong họ Hoàng mộc. Loài này được Lodd. ex Graham mô tả khoa học đầu tiên năm 1835.